# Gymnastique aux Jeux africains de 2015
Navigation
Édition précédente Édition suivante
La gymnastique aux Jeux africains de 2015 a lieu au Gymnase de  Makélékélé, à Brazzaville, en République du Congo, du 2 au 7 septembre 2015. 

## Médaillés

### Hommes
| Épreuve            | Or                        | Argent                    | Bronze                    |
| ------------------ | ------------------------- | ------------------------- | ------------------------- |
| Individuel général | Mohamed El Saharty 69.567 | Mohamed Bourguieg 69.033  | Mohamed Metidji 68.467    |
| Saut de cheval     | Mohamed Bourguieg 14.600  | Ahmed Anas Maoudj 14.188  | Ngcobo Siphamandla 14.000 |
| Cheval d'arçons    | Mohamed Aouicha 13.600    | Mohamed El Saharty 13.400 | Hillal Metidji 12.325     |
| Anneaux            | Ali Ramadan Zahran        | Ryan Patterson            | Mohamed El Saharty        |
| Barre fixe         | Mohamed Reghib 14.375     | Mohamed El Saharty 14.135 | Mohamed Aouicha 13.675    |
| Barres parallèles  | Mohamed El Saharty 14.575 | Hillal Metidji 13.675     | Tiaan Grobler 13.250      |
| Équipes            | Algérie 207.900           | Égypte 204.867            | Nigeria 108.333           |

### Femmes
| Épreuve             | Or                                                                                            | Argent | Bronze                                                                                                 |
| ------------------- | --------------------------------------------------------------------------------------------- | --- | --- |
| Individuel général  | Kirsten Beckett 40.133                                                                        | Nancy Mohamed Taman 39.833                                                                                          | Farah Boufadene 39.367                                                                                 |
| Saut de cheval      | Farah Boufadene 13.850                                                                        | Claudia Cummins 13.633                                                                                              | Nancy Mohamed Taman 13.617                                                                             |
| Poutre              | Kirsten Beckett 13.267                                                                        | Angela Maguire 13.033                                                                                               | Farah Boufadene 12.967                                                                                 |
| Barres asymétriques | Farah Boufadene 14.100                                                                        | Kirsten Beckett 13.200                                                                                              | Tylah Lotter 12.800                                                                                    |
| Équipes             | Afrique du Sud Kristen Beckett Claudia Cummins Bianca Mann Tylah Lotter Angela Maguire 42.033 | Égypte Ingi Ayman El Khashab Nancy Mohamed Taman Mai Ahmed Saad Aya Abdelkawy Mahgoub Maiyada Moataz Mahmoud 40.767 | Algérie Farah Boufadene Lahna Salem Nesrine Magroune Fatima Ahlem Mokhtari Rania Benali Khoudja 39.833 |

### Aérobic
| Épreuve     | Or                                                | Argent                                             | Bronze                                          |
| ----------- | ------------------------------------------------- | -------------------------------------------------- | ----------------------------------------------- |
| Solo hommes | Mercia Gustany Massamba                           | Mafona Tlakiso                                     | Sofiane Sahraoui                                |
| Solo femmes | Sihem Mansouri                                    | Dominique Mann                                     | Maisa Ghazouani Imene Sad Saoud                 |
| Duo mixte   | Sihem Mansouri et Sofiane Sahraoui                | Dominique Mann et Mafona Tlakiso                   | Mercia Ntsia et Moungondou Delmas               |
| Trio mixte  | Dominique Mann, Terence Ledwaba et Mafona Tlakiso | Serour Mediouni, Imene Sad Saoud et Siham Mansouri | Ameni Dhaouadi, Nidhal Lotfi et Maisa Ghazouani |

## Tableau des médailles
| Rang  | Nation              | Or | Argent | Bronze | Total |
| ----- | ------------------- | -- | ------ | ------ | ----- |
| 1     | Algérie             | 8  | 4      | 8      | 20    |
| 2     | Afrique du Sud      | 4  | 7      | 3      | 14    |
| 3     | Égypte              | 3  | 5      | 2      | 10    |
| 4     | République du Congo | 1  | 0      | 1      | 2     |
| 5     | Tunisie             | 0  | 0      | 2      | 2     |
| 6     | Nigeria             | 0  | 0      | 1      | 1     |
| Total | Total               | 16 | 16     | 17     | 49    |